# Иудейское кладбище (Тарнобжег)
Иудейское кладбище (пол. Cmentarz żydowski w Tarnobrzegu) — иудейское кладбище, находящееся в городе Тарнобжег, Польша.

## История
До II Мировой войны в Тарнобжеге находились два иудейских кладбища. В настоящее время в Тарнобжеге сохранилось только одно иудейское кладбище. Первое иудейское кладбище располагалось возле старой синагоги. Это кладбище было разрушено во время немецкой оккупации вместе с синагогой и в настоящее время на этом месте находится городская площадь.
Второе кладбище было заложено в 1930 году на углу улиц Марии Домбровской и Сенкевича. Во время II Мировой войны это кладбище было большей частью разрушено. В настоящее время кладбище на площади 0,8 га упорядочено и огорожено. На кладбище сегодня находятся только четыре надгробия.

## Источник
- Przemysław Burchard: Pamiątki i zabytki kultury żydowskiej w Polsce. Warszawa: 1990, стр. 172—173.